# 正法眼蔵
正法眼蔵（しょうぼうげんぞう、正法眼藏）は、主に禅僧である道元が執筆した仏教思想書を指す。正法眼蔵という言葉は、本来は仏法の端的な肝心要の事柄を意味する。禅家はこれをもって教外別伝の心印となす。
著者によって大別すると、次の3種類に分かれる。
1. 『正法眼蔵』 - 3巻。大慧宗杲著
2. （仮字）『正法眼蔵』（仮名記述） - 75巻＋12巻＋拾遺4巻（現在の研究結果による）。道元著
3. （真字）『正法眼蔵』（漢文記述） - 300則の公案集。道元選（ただし道元による若干の変更あり）

ここでは、2番目の道元著（仮字）『正法眼蔵』について述べる。

## 仮名版と漢字版の正法眼蔵
日本曹洞宗の開祖である道元が、1231年から示寂する1253年まで生涯をかけて著した87巻（＝75巻＋12巻）に及ぶ大著であり、日本曹洞禅思想の神髄が説かれている。道元は、中国曹洞宗の如浄の法を継ぎ、さらに道元独自の思想深化発展がなされている。
真理を正しく伝えたいという考えから、日本語かつ仮名で著述している。当時（鎌倉時代）の仏教者の主著は、全て漢文で書かれていた（法然、親鸞『教行信証』、栄西、日蓮、…）。古い巻の記述を書き直し、新しい巻を追加して全部で100巻にまで拡充するつもりであったが、87巻で病のため完成できなかった。その後、拾遺として4巻が発見され、追加されている。
（仮字）『正法眼蔵』は、道元の禅思想を表現するために、語録から特に公案で使われてきた重要な問答を取り出し、それに説明注釈する形で教えを述べている。その種本が（真字）『正法眼蔵』であり、10種類ぐらいの禅語録から、道元がみて重要な300則の禅問答を抜き出している。ただし、そのまま写したのではなく（抜き出した段階で既に）道元の思想によって若干の変更が加えられていることが、研究の結果判かっている。

## 真筆と諸版
道元真筆とされるものは、正法眼蔵嗣書（しょうぼうげんぞうししょ、伊予西条藩松平家旧蔵→里見忠三郎旧蔵、現在は駒澤大学禅文化歴史博物館所蔵）、正法眼蔵「山水経」（愛知県全久院所蔵）など10数種が残っている。
また、道元の死後直後から、後継者らにより頻繁に書写され、各地に分散していく。現在では以下6系統が確認されている。
- 75巻本
- 12巻本（百八法明門がある）
- 60巻本
- 卍山本
- 80巻本
- 95巻本

最後に開版（出版）された95巻本には、『正法眼蔵』とは呼べない文章も混入している。
大久保道舟など識者の精緻な研究結果から、旧稿75巻＋新稿12巻に整理され、学会で合意されている。

## 修證義
特に在家への布教を念頭において、正法眼蔵から重要な点を抜粋したものに修証義（しゅしょうぎ）がある。

## これまでの刊行書籍

### 原本・注釈
- 『本山版 縮刷　正法眼蔵　全』鴻盟社、1952年。
  - 『本山版 訂補　正法眼藏』河村孝道・角田泰隆 編、大法輪閣、2019年8月。ISBN 978-4-80468-216-7
- 大久保道舟編『道元禅師全集（上）』、筑摩書房、1969年（旧稿75巻、新稿12巻、拾遺6巻）。臨川書店（復刻版、1989年）
- 河村孝道校註[7]『道元禅師全集 第1・2巻』春秋社、1991-93年。全7巻
- 水野弥穂子校注『正法眼蔵』全4巻、岩波文庫[8]、1990-93年、ワイド版1993年。
- 寺田透、水野弥穂子校注「正法眼蔵」上下、岩波書店「日本思想大系12・13 道元」、1970-72年（辦道話、正法眼蔵75巻本＋12巻本）
- 水野弥穂子訳注『道元禅師全集  原文対照現代語訳 第1-7巻』、春秋社、2002-09年（正法眼蔵75巻本）
「全集 第8・9巻」は正法眼蔵12巻本、石井修道訳注、2011-12年

### 現代語訳
- 増谷文雄訳注『道元 正法眼蔵 全訳注』全8巻、講談社学術文庫、2004-05年。元版は角川書店 全8巻
- 玉城康四郎訳注『正法眼蔵 現代語訳』全6巻、大蔵出版、1993年。
- 石井恭二訳著『道元 正法眼蔵　現代文訳』河出書房新社 全4巻・別巻1、1996-98年。

新装版 全6巻、1999-2000年／河出文庫 全5巻、2004年
- 森本和夫訳著『正法眼蔵読解』全10巻、ちくま学芸文庫＋筑摩書房、2003-05年。
- 西嶋和夫訳『現代語訳 正法眼蔵』全12巻、金沢文庫、1970-79年。
- 高橋賢陳訳『全巻現代訳 正法眼蔵』全2巻、理想社、1971年。
- ひろさちや著『すらすら読める正法眼蔵』講談社、2007年（抄訳版）。
- 安良岡康作訳注『正法眼蔵・行持』上下、講談社学術文庫、2002年（抜粋訳）。
- 木村清孝著『『正法眼蔵』全巻解読』佼成出版社、2015年（抜粋訳）。
- 谷口清超著『正法眼蔵を読む』全4巻、日本教文社、1985年11月。

## 巻名

### 75巻本
1. 現成公案
2. 摩訶般若波羅蜜
3. 佛性
4. 身心學道
5. 即心是佛
6. 行佛威儀
7. 一顆明珠
8. 心不可得
9. 古佛心
10. 大悟
11. 坐禪儀
12. 坐禪箴
13. 海印三昧
14. 空華
15. 光明
16. 行持
17. 恁麼
18. 觀音
19. 古鏡
20. 有時
21. 授記
22. 全機
23. 都機
24. 畫餅
25. 谿聲山色
26. 佛向上事
27. 夢中説夢
28. 禮拜得髓
29. 山水經
30. 看經
31. 諸惡莫作
32. 傳衣
33. 道得
34. 佛教
35. 神通
36. 阿羅漢
37. 春秋
38. 葛藤
39. 嗣書
40. 柏樹子
41. 三界唯心
42. 説心説性
43. 諸法實相
44. 佛道
45. 密語
46. 無情説法
47. 佛經
48. 法性
49. 陀羅尼
50. 洗面
51. 面授
52. 佛祖
53. 梅花
54. 洗淨
55. 十方
56. 見佛
57. 遍参
58. 眼睛
59. 家常
60. 三十七品菩提分法
61. 龍吟
62. 祖師西來意
63. 發菩提心
64. 優曇華
65. 如來全身
66. 三昧王三昧
67. 轉法輪
68. 大修行
69. 自證三昧
70. 虚空
71. 鉢盂
72. 安居
73. 他心通
74. 王索仙陀婆
75. 出家

### 12巻本
1. 出家功徳
2. 受戒
3. 袈裟功徳
4. 發菩提心
5. 供養諸佛
6. 歸依佛法僧寶
7. 深信因果
8. 三時業
9. 四馬
10. 四禪比丘
11. 一百八法明門
12. 八大人覺

### 別巻
1. 辨道話（弁道話、別本あり）
2. 四攝法 （菩提薩埵四攝法）
3. 法華轉法華
4. 唯佛與佛
5. 生死
6. 道心

### その他
1. 心不可得
2. 重雲堂式
3. 示庫院文